# 库马文
库马文（讀音ⓘ；英语有时亦作“Cwmavon”）是英国威爾斯的一个村庄，2011年人口6,538。